# 魏凤和
魏凤和（1954年2月—），山东茌平人，原中国共产党和中华人民共和国政治人物，原副国级领导人，中国人民解放军火箭军原上将，曾任中国人民解放军副总参谋长，中国人民解放军火箭军司令员，中央军事委员会委员、国务委员兼国防部部长。中共第十七届候补中央委员，第十八届、十九届中央委员会委员。2023年9月，因涉嫌严重违纪违法被中央军委纪检部门立案审查。2024年6月，被开除党籍、移送司法，并被宣布开除军籍、取消火箭军上将军衔。

## 个人经历
1954年2月，魏凤和出生于山东省聊城专区茌平县温陈乡的一个普通农民家庭。1970年12月，加入中国人民解放军。1972年1月，加入中国共产党。在軍旅生涯中历任班长、排长。
21岁时，进入国防科工委某大型号导弹中专训练班，学习发动机专业。1982年，入第二炮兵指挥学院指挥系大专班学习，並從第二炮兵指挥学院指挥系毕业，是二炮部队基层行伍出身的高级将领。歷任作训参谋、作训股长、作训科长、旅副参谋长。1994年，40岁的魏凤和獲得大校军衔，出任第二炮兵某旅旅长。1997年，完成函授本科学业。此后，先后担任二炮第54基地（驻河南洛阳）參謀長，第53基地（驻云南建水）司令员。
2005年，任二炮副参谋长。2006年，晋升参谋长。2010年12月，转任解放军副总参谋长。
2012年10月，接替靖志远，任中国人民解放军第二炮兵部队司令员。2015年12月31日，任新成立的中国人民解放军火箭军司令员。2017年8月，不再担任中国人民解放军火箭军司令员。

### 国防部长
2017年10月25日，魏凤和在中共十九届一中全会上当选中共中央军委委员，成为军队主要领导人。2018年2月24日，当选为第十三届全国人大代表。
2018年3月19日，根据国务院总理李克强提名，经第十三届全国人民代表大会第一次会议第七次全体会议投票表决，国家主席习近平根据全国人大决定签署主席令，任命魏凤和为国务委员和国防部部长，晋升副国级，进入党和国家领导人行列。
2019年6月2日，魏凤和在出席新加坡香格里拉对话时发表演讲，说“人类社会正处在何去何从的十字路口，世界和地区热点问题此起彼伏，引发冲突乃至战争的风险始终存在。在开放包容与封闭排他之间，我们应作出怎样的抉择？用开放包容的心态对待这个世界，到处都是朋友和伙伴；用狭隘排他的眼光看待这个世界，满眼都是敌人和对手，这就叫“预言的自我实现”。在文明互鉴与傲慢偏见之间，我们应作出怎样的抉择？文明是多彩的、平等的、包容的、互鉴的，不应该独尊某一种文明或者贬损某一种文明。历史上对黑人的奴役、对印第安人的驱赶、对亚非拉的殖民、对犹太人的残害，都是人类文明史上无法抚平的创伤和悲剧。面向未来中国军队愿同亚太各国军队携手应对挑战，推动亚太命运共同体建设，共同维护亚太和平与稳定。”
2022年10月23日，68岁的魏凤和在中共二十届一中全会后卸任中共中央军委委员。2023年3月，69岁的魏凤和在十四届全国人大一次会议后卸任国务委员和国防部部长等职务退休，由李尚福接任。

### 落马
2023年9月21日，中央军委纪委监委对魏凤和严重违纪违法问题立案审查调查。。
2024年6月27日，中共中央政治局会议审议并通过中央军委《关于魏凤和问题审查结果和处理意见的报告》，决定给予魏凤和开除党籍处分，终止其党的二十大代表资格。並将魏凤和涉嫌犯罪问题移送军事检察机关依法审查起诉。报告指其涉嫌受贿犯罪，“信仰坍塌、忠诚失节，其行为辜负党中央、中央军委信任重托，严重污染部队政治生态，给党的事业、国防和军队建设，以及高级领导干部形象造成极大损害，性质极其严重，影响极为恶劣，危害特别巨大”。此前，中央军委已决定给予魏凤和开除军籍处分，取消其火箭军上将军衔。